# Seat Pleasant
Seat Pleasant és una població dels Estats Units a l'estat de Maryland. Segons el cens del 2000 tenia 4.885 habitants.

## Demografia
Segons el cens del 2000, Seat Pleasant tenia 4.885 habitants, 1.697 habitatges, i 1.243 famílies. La densitat de població era de 2.514,8 habitants per km².
Dels 1.697 habitatges en un 32,2% hi vivien nens de menys de 18 anys, en un 32,1% hi vivien parelles casades, en un 34,6% dones solteres, i en un 26,7% no eren unitats familiars. En el 22,2% dels habitatges hi vivien persones soles el 7,5% de les quals corresponia a persones de 65 anys o més que vivien soles. El nombre mitjà de persones vivint en cada habitatge era de 2,86 i el nombre mitjà de persones que vivien en cada família era de 3,33.
Per edats la població es repartia de la següent manera: un 30,1% tenia menys de 18 anys, un 8% entre 18 i 24, un 27,3% entre 25 i 44, un 21,9% de 45 a 60 i un 12,7% 65 anys o més.
L'edat mediana era de 35 anys. Per cada 100 dones de 18 o més anys hi havia 77,3 homes.
La renda mediana per habitatge era de 42.476 $ i la renda mediana per família de 45.332 $. Els homes tenien una renda mediana de 30.704 $ mentre que les dones 30.909 $. La renda per capita de la població era de 17.802 $. Entorn del 15,8% de les famílies i el 19,6% de la població estaven per davall del llindar de pobresa.

## Poblacions més properes
El següent diagrama mostra les poblacions més properes.